# 加拿大—朝鮮關係
加拿大与朝鲜民主主义人民共和国（通常称为朝鲜）之间的关系非常有限，而加拿大在2010年因天安号沉没事件与北韩切断了全面外交关系。加拿大政府不鼓励与朝鲜的旅行和商业往来，由于加拿大认为朝鲜在亚太地区扮演着破坏稳定的角色，因此几乎没有贸易或外交接触。  
尽管加拿大与朝鲜于2001年2月建立外交关系，但由于加拿大与美国的密切关系以及加拿大坚决反对朝鲜的核计划，两国之间的外交关系普遍紧张，令朝、加之間的外交關係几乎不存在過，且两国都没有在对方首都互设过官方大使馆。 2010 年，加拿大宣佈暫停與朝鮮的外交關係，取而代之的是有有限接触政策（Controlled Engagement Policy），将官方双边接触限制在特定主题上。 
加拿大由常驻韩国首都首尔的加拿大驻韩国大使正式代表，朝鲜则通过其常驻纽约联合国代表團代表代理在加拿大的利益。瑞典是前往朝鲜的加拿大公民的保护国。 过去，朝鲜曾要求设立大使和使团，但被加拿大拒绝。 

## 历史
加拿大于 1949 年正式承认大韩民国，冷戰期間一直与美國及韩国维持着良好关系，不承認朝鮮民主主義人民共和国，直到到2000年才正式承认。
1950年韩战爆发时，加拿大作为联合国军司令部的一部分向朝鲜派遣了26,971名军事人员，是仅次于美国和英国的第三大特遣队； 516 名加拿大人在战争中丧生。
2000年，加拿大終於承認朝鮮政權並於次年建交。
2010 年 5 月 25 日，加拿大因朝鮮炸沉韩国天安艦而暂停与朝鲜的外交关系，並以受限接觸政策（Controlled Engagement Policy）取代。 

## 加拿大非政府组织
CanKor 是为加拿大与朝鲜的角色对话做出贡献的组织之一。 

### 人道主义援助
現時有少数组织向朝鲜提供人道援助。 First Steps 是一家位于温哥华的基督教发展组织。
加拿大粮食银行是加拿大教会和教会机构的合作伙伴。
门诺派中央委员会也是一个著名的组织，为贫困的朝鲜民族提供援助。 

### 倡导组织
HanVoice是一家加拿大非营利组织，最初成立的目的是支持在加拿大重新安置脫北者，多年来已发展成为加拿大最大的倡导改善朝鲜人权的组织。今天，该组织支持脫北者在大多伦多地区重新安置，为朝鲜的实地人道主义倡议提供资金，并与主要政治家和政策专家合作促进人权议程。

## 加拿大学术机构
UBC 的亚洲研究所设有韩国研究中心。 1993年，该中心作为亚洲研究所的组成部分成立。它的成立是为了促进对韩国的多学科研究。
约克大学通过其约克亚洲研究中心韩国研究小组关注朝鲜。 该小组将韩国、朝鲜民主主义人民共和国和韩国侨民的研究结合在一起，调查国家分裂的形成和国家边界的变化。它汇集了来自不同学科的学者，旨在发展一种比较视角，将韩国事务与历史、全球和理论变化对话。
多伦多大学设有韩国研究中心、亚洲研究所、蒙克全球事务学院。 该中心成立于 2006 年秋天，旨在促进对韩国研究的批判性方法。

## 友谊组织
北韩友好协会过去曾在加拿大也很活跃，举办传单、电影、教育等活动，以宣传北韩。其加拿大官方代表是Trevor Spencer。